# Daniel Laryea
Daniel Laryea (* 11. September 1987) ist ein ghanaischer Fußballschiedsrichter. Seit 2014 steht er als Schiedsrichter auf der FIFA-Schiedsrichterliste sowie seit 2023 auch als einziger seines Landes als Videoschiedsrichter.

## Karriere

### Vereinsmannschaften
Erste bekannte Partien von Laryea in der Ghana Premier League stammen aus der Saison 2014/15. Ab April 2017 folgten für ihn erste Einsätze im CAF Confederation Cup. Bei einer Erstrundenpartie der CAF Champions League Saison 2018/19 kam er bei diesem Wettbewerb zu seinem ersten Spiel als Hauptschiedsrichter.

### Nationalmannschaften
Nach der Aufnahme auf die FIFA-Liste war sein erstes bekanntes Länderspiel von A-Nationalmannschaften ein Freundschaftsspiel zwischen Nigeria und dem Niger am 8. September 2015. Danach soll er auch noch ein Spiel beim U-17-Afrika-Cup 2017 geleitet haben. Ein Jahr später kamen noch zwei geleitete Partien bei der Afrikanischen Nationenmeisterschaft 2018 dazu.
In den nächsten Jahren pfiff er Spiele der afrikanischen WM-Qualifikation. Bei der Afrikanischen Nationenmeisterschaft 2021 war er für ein Spiel zuständig. Im Jahr 2022 wurde er erstmals für das Aufgebot eines Afrika-Cup nominiert. Beim Afrika-Cup 2022 leitete er das Gruppenspiel zwischen Guinea und Malawi.
Bei der U-17-Weltmeisterschaft 2023 war er bei drei Partien als Videoschiedsrichter aktiv.